# Team Fortress 2
Team Fortress 2 (kurz TF2) ist ein team-basierter Taktik- und Ego-Shooter, der von Valve als Teil der Orange Box veröffentlicht wurde.
Das Spiel wurde 1998 als Nachfolger der originalen Team-Fortress-Mod (TF) für Quake angekündigt, durchlief jedoch seitdem mehrere Konzept- und Designänderungen. 1999 schien es, dass das Spiel sich stärker vom Original und Valves eigenem Team Fortress Classic (TFC) für Half-Life abgrenzen würde und sich mehr in Richtung eines realistischeren und militaristischen Stil bewege. Jedoch erhielt der Stil, bedingt durch neun Jahre Entwicklungszeit und einem Engine-Wechsel, weitere Veränderungen. Die finale Version von TF2 ähnelt mehr dem originalen TF und TFC und weist einen Cartoon-Stil auf, basierend auf der Kunst von J. C. Leyendecker, Dean Cornwell und Norman Rockwell. Damit folgt das Spiel einem Trend der Filmindustrie in Bezug auf CGI-Filme (vor allem Pixar, Disney; zum Beispiel mit Die Unglaublichen – The Incredibles).
Der Mangel an Informationen und das Fehlen eines sichtbaren Fortschrittes führten dazu, dass TF2 im Verdacht stand, Vaporware zu sein und regelmäßig auf der jährlichen Vaporware-Liste des amerikanischen Wired-Magazines auftauchte. Das Spiel wurde aber schließlich am 10. Oktober 2007 veröffentlicht.
Seit dem 24. Juni 2011 ist Team Fortress 2 kostenlos auf Steam verfügbar. Es soll sich wie viele andere „Free-to-play“-Spiele durch den Verkauf von Items finanzieren.
Das Spiel erhielt ursprünglich in einer gewaltreduzierten Version bei Veröffentlichung im Jahr 2008 eine Altersfreigabe der Unterhaltungssoftware Selbstkontrolle (USK) „ab 18 Jahren“. Im Juni 2017 wurde die ungeschnittene Originalversion eingereicht und sie erhielt eine Altersfreigabe „ab 16 Jahren“. Im November 2017 wurde eine gewaltreduzierte Version ebenso mit „ab 16 Jahren“ bewertet.

## Rezeption
| Metawertungen      | Metawertungen |
| Publikation        | Bewertung     |
| ------------------ | ------------- |
| critify.de         | 88 %*         |
| Gamerankings.com   | 93 %*         |
| Metacritic.com     | 92 %*         |
| pcgamesdatabase.de | 88,5 %*       |
| Magazinwertungen   |               |
| GameStar           | 92 %          |
| PC Games           | 84 %          |
| spieletipps.de     | 88 %          |
| 4Players           | 88 %          |
| Eurogamer          | 9/10          |

Team Fortress 2 wurde sowohl vom Fachpublikum als auch von Spielern gut aufgenommen. Gelobt wurde die Grafik für den passenden und originellen Comic-Stil, witzige Animationen und Effekte. Bemängelt wurden die detailarmen Level. Die Klassen wurden als gut aufeinander abgestimmte Umsetzung des Schere-Stein-Papier-Prinzips angesehen, das zum Teamwork einlädt. Auch der leichte Einstieg und die schnellen Gefechte wurden positiv erwähnt. Kritisiert wurde vor allem, dass das Spiel zu Anfang nur sechs Karten aufwies (mehrere Karten seitdem nachgeschoben) und die Beschränkung auf zwei Spielmodi (fünf weitere Spielmodi wurden noch nachgeschoben. Dies ist einmal der Modus Payload (pl), der zusammen mit dem Goldrush-Update kam, der Modus Arena (arena), der zusammen mit dem Heavy-Update kam, der Modus Payload Race (plr), der zusammen mit dem Sniper vs Spy-Update kam, der Modus King Of The Hill (koth), der mit dem Classless Update kam, sowie der Modus Special Delivery (sd), der mit dem Pyromania-Update kam.)
Team Fortress 2 erhielt nach seinem Erscheinen viele Preise. In der Bestenliste von IGN.com für 2007 erhielt Team Fortress 2 die Auszeichnung für das „beste künstlerische Design“. Zusätzlich gewann es die Preise für das „beste Multiplayer-Erlebnis“ und die „beste künstlerische Leitung“ von 1UP.com in den Redaktionspreisen 2007. GameSpy ernannte es zum „besten Multiplayer-Spiel des Jahres“ auf allen Spieleplattformen.

## Entwicklung

### Ursprung
Ursprünglich sollte TF2 eine kostenlose Mod für Quake werden. Nachdem Valve 1998 die Entwickler Robin Walker und John Cook unter Vertrag nahm, erfolgte ein Wechsel auf die GoldSrc-Engine von Half-Life. An diesem Punkt sollte TF2 eine Erweiterung von Half-Life werden, die im Einzelhandel ein paar Monate nach der Veröffentlichung von Half-Life verkauft werden sollte. Die Arbeit an der geplanten Erweiterung wurde eingestellt, stattdessen entwickelte Valve zunächst Team Fortress Classic, eine Portierung des ursprünglichen Team Fortress als kostenlose Mod für Half-Life. Dadurch konnte Valve das neue Software Development Kit, das für die Entwicklung von Mods für Half-Life erstellt wurde, an einem praktischen Beispiel testen. Team Fortress Classic erschien 1999 in einem Patch als kostenlose Mod für Half-Life.
Die enge Zusammenarbeit mit Valve hatte einen starken Einfluss auf Walker und Cook. Sie begannen in Vollzeit an ihrem Design zu arbeiten und dieses war schnellen Wandlungen unterworfen. TF2 sollte ein modernes Kriegsspiel mit einer Befehlskette inklusive eines Oberbefehlshabenden mit einer Vogelperspektive, Fallschirmjägerabwürfen über feindlichem Territorium, Sprach-Chat und vielen weiteren Innovationen werden.

### E3 1999

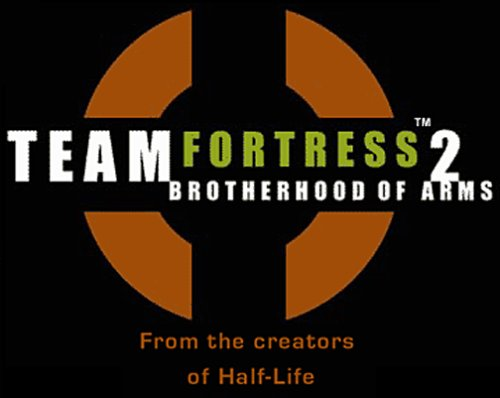
Auf der E3 präsentiertes Logo

Das neue Design wurde 1999 auf der E3 vorgestellt. Dort wurden dem Spiel auch mehrere Preise verliehen, unter anderem die Game Critics Awards für das beste Online- und das beste Actionspiel. Zu diesem Zeitpunkt hatte TF2 einen neuen Untertitel verpasst bekommen: Brotherhood of Arms (englisch für Waffenbruderschaft) und die Ergebnisse der Arbeit von Walker und Cook für Valve wurden erkennbar. Mehrere neue und zum damaligen Zeitpunkt beispiellose Technologien wurden gezeigt: Parametrische Animationen sorgten für nahtlose Überblendungen von Bewegungsanimationen (da für jede Bewegung eigenständige Animationen nötig waren) und Intels Multiresolution Mesh zur dynamischen Reduzierung von Umgebungsdetails für entfernte Objekte (für bessere Performance; heute durch günstigere RAM-Preise obsolet und durch Level of Detail-Technik ersetzt, die mehr Speicher aber weniger Prozessor-Zeit verbraucht). Bei der Präsentation wurde kein Veröffentlichungszeitpunkt genannt.
Mitte 2000 verkündete Valve, dass die Entwicklung von TF2 ein weiteres Mal verzögert worden sei, da das Spiel auf eine eigenentwickelte, proprietäre Engine umgestellt werde. Diese ist heute als Source Engine bekannt. Zu dieser Zeit war es, dass der Informationsfluss zu TF2 versiegte und die berüchtigte – sechs Jahre dauernde – Funkstille einsetzte, die bis zum 13. Juli 2006 bestand. Während dieser Zeit arbeitete sowohl Walker als auch Cook an verschiedenen anderen Valve-Projekten – Walker wurde Projektleiter von Half-Life 2: Episode One und Cook unter anderem Steam-Entwickler – was zu Zweifeln führte, ob TF2 wirklich ein so aktives Projekt war, als welches es mehrfach beschrieben wurde.

### „Invasion“-Design
Als der Half-Life-2-Quelltext in der zweiten Hälfte von 2003 illegal veröffentlicht wurde, waren zwei TF2-Modelle und direkte Verweise auf das Spiel enthalten, welche von Fans als Hinweise auf den 7-Stunden-Krieg gewertet wurden.
Hinweise im Zusammenhang mit dem für Half-Life 2 veröffentlichten Software Development Kit für die Source Engine deuteten unter anderem auf Bots in Multiplayer-Spielen hin.
Keine der lancierten Informationen scheinen im Zusammenhang zur heutigen Version des Spieles zu stehen. Dies überschneidet sich mit einer Aussage von Gabe Newell in einem Interview im August 2007, wo er „Invasion“ als zweite Phase der TF2-Entwicklung bezeichnete.

### Endgültiges Design
Die nächste signifikante öffentliche Entwicklung in Bezug auf TF2 ergab sich bei der Vorbereitung zur Veröffentlichung von Half-Life 2 im Jahr 2004: Valves Marketingdirektor Doug Lombardi behauptete, dass TF2 immer noch in Entwicklung sei und dass Informationen in Bezug darauf nach dem Erscheinen von Half-Life 2 veröffentlicht werden würden. Weder geschah dies, noch gab es irgendwelche Neuigkeiten nach einer ähnlichen Behauptung Lombardis in einem Interview zu Half-Life 2: Episode One. Nahe dem Releasedatum von Episode One gab es eine erneute Behauptung, diesmal seitens Gabe Newells, dass die Veröffentlichung von Informationen bevorstünde – und diesmal war das auch der Fall. TF2 wurde einen Monat später auf der EA Summer Showcase im Juli 2006 ein zweites Mal enthüllt.
Walker offenbarte im März 2007, dass Valve unbemerkt wohl drei bis vier verschiedene Spiele entwickelt hätte, bevor sie bei dem finalen Design ankamen. Aufgrund des langen Entwicklungszeitraumes wurde das Spiel oftmals im gleichen Atemzug mit Duke Nukem Forever als Inbegriff der Vaporware genannt.
Die Beta-Version des Spieles enthielt sechs Maps, wobei drei von ihnen zuschaltbare Kommentare der Entwickler vorweisen. Diese behandeln das Spiel-, Map- und Charakter-Design sowie die wechselvolle Entstehungsgeschichte.
Die künstlerische Gestaltung des Spieles wurde von J. C. Leyendecker, Dean Cornwell und Norman Rockwell inspiriert. Ihre unverwechselbare Stile, die hervorstechenden Silhouetten und Schatten und die Farbwahl wurden zur besseren Unterscheidbarkeit der Klassen, ihrer derzeitigen Waffen und der beiden Teams eingeführt. Zum Beispiel ziehen die Kontraste und die Farbwahl der Spielermodelle die Aufmerksamkeit auf den Brustbereich und lassen dadurch die Waffen hervorstechen.
Maps bestehen üblicherweise aus den zwei nahe beieinanderliegenden gegnerischen Basen und einem neutralen Bereich dazwischen. Um die Nähe der beiden Basen zu erklären, werden diese als klassische Spionage-Festungen mit unscheinbaren Fassaden dargestellt. Sie sind so angelegt, dass der Spieler immer weiß, wo er sich gerade befindet. Die Basis der Roten wird von warmen Farben, natürlichen Baustoffen und runden Formen dominiert, während die Basis von Blau kalte Farben, industrielle Materialien und rechteckige Formen aufweist. Die Levels haben wenig visuellen Schnickschnack, sondern sind sehr stilisiert, fast schon expressionistisch modelliert. Dies zeigt sich auch in den Texturen, welche auf Fotografien basieren, die mit speziellen Filtern und durch Handarbeit ihre plastische Wirkung und TF2 seinen hervorstechendes Aussehen verleihen.

### Veröffentlichung
Während der Electronic-Arts-Pressekonferenz im Juli 2006 verkündete Valve, dass TF2 als Multiplayer-Komponente von Half-Life 2: Episode Two veröffentlicht werden würde. Ein Video demonstrierte das neue Spiel-Design, welches alle Klassen aus dem original TF enthielt und auf einen unbeschwerteren und skurrileren Stil im Gegensatz zur dunkleren, traditionelleren Militärsimulation – die eigentlich angekündigt war – hindeutete. Gabe Newell sagte dazu, dass das Ziel gewesen sei, „das bestaussehende und am besten spielbare klassenbasierte Multiplayer-Spiel zu erschaffen.“
Eine Beta wurde über Steam am 17. September 2007 veröffentlicht. Diese konnte von Vorbestellern der Orange Box bei Steam und verschiedenen Kooperationspartnern sowie von Besitzern eines Black-Box-Coupons (diese waren ATI-HD-2900XT-Grafikkarten beigelegt) gespielt werden. Zusätzlich stand sie auch registrierten Internetcafés zur Verfügung.
TF2 wurde am 10. Oktober 2007 über Steam weltweit, am 18. Oktober in Europa im Retail, als Teil der Orange Box für den PC veröffentlicht.
Am 18. Februar 2025 veröffentlichte Valve den Quelltext von Team Fortress 2 im Repository des Source 2013 SDK.

## Updates
Für Team Fortress 2 wurden auch nach der Veröffentlichung mehrere Updates bereitgestellt. So kamen unter anderem viele neue Waffen für jede Klasse heraus, die das Gameplay zum Teil drastisch veränderten. Es wurden außerdem mehrere neue Karten mit teils neuen Modi hinzugefügt. So wurden zu speziellen Anlässen wie z. B. Halloween passende Karten und Ausrüstungsgegenstände im Spiel hinzugefügt.

### Handel
Seit dem 30. September 2010 ist es Spielern möglich, im Spiel mit anderen zu handeln. Bereits zuvor war es Spielern ermöglicht worden, ihre Waffen einzuschmelzen, um so neue herzustellen. Von der Community werden eine große Zahl von sogenannten „Trade Servern“ gehostet, welche besonders darauf ausgelegt sind, dass Spieler gegenseitig Spieler finden, die handeln wollen. Über die Zeit haben sich Edelmetall (Refined) und Mann Co. Vorratskistenschlüssel (Mann Co. Supply Crate Keys) im Handel als Tauschwährungen durchgesetzt, welche dazu genutzt werden, um den Wert von Gegenständen zu bemessen.

### Free-to-play
Seit dem 23. Juni 2011 ist Team Fortress 2 Free-to-play. Dies wurde von den Spielern verschieden aufgenommen. Viele sahen die Gefahr, dass auf öffentlichen Servern das durchschnittliche Niveau sinken werde, wogegen andere dies als Zugeständnis von Valve deuteten, das Spiel auch über längere Sicht weiterhin aktuell zu halten.

### Mann vs. Machine
Am 15. August 2012 wurde das Mann vs. Machine-Update, welches zwei Tage vorher in einem Trailer angekündigt wurde, veröffentlicht. Mit diesem Update erhielt das Spiel einen komplett neuen Koop-Spielmodus, welcher den gleichen Namen trägt wie das Update. In diesem Modus haben die Spieler die Aufgabe, gemeinsam maximal zu sechst ihre Basis gegen eine Vielzahl anrückender Roboter, welche den Spielerklassen des Spiels nachempfunden sind, zu verteidigen. Zwischen den Wellen können die Spieler mit Credits, welche sie von zerstörten Robotern eingesammelt haben, ihre Charaktere und deren Waffen aufbessern sowie ihre Verteidigungsstellungen wieder verstärken. Im Spiel können sog. „Tour of Duty Tickets“ erworben werden, die einem den Zugang zum Mann Up Modus ermöglichen, was ein normales Mann vs. Machine Match ist, welches aber den Unterschied zum kostenfreien Modus besitzt, das jeder Spieler am Ende des Matches einen zufälligen Gegenstand als Belohnung erhält, wobei das Ticket bei Abschluss des Matches verbraucht wird. Sollte man mit diesen Tour of Duty Tickets eine ganze sog. Tour of Duty abgeschlossen haben, welche je nach Schwierigkeitsgrad aus 3 bis 6 Karten besteht, so erhält man bei Abschluss eine Botkiller Waffe und hat die sehr niedrige Chance auf eine goldene Australium Waffe.

### Aufträge
Mit dem Erscheinen des Gun Mettle-Updates, welches zusammen mit einer drei Monate anhaltenden Kampagne eingeführt wurde, hat Valve die aus Counter-Strike: Global Offensive bekannten Aufträge zum Spiel hinzugefügt.
Um an der Kampagne teilnehmen zu können, muss sich der Spieler einen Kampagnen-Pass kaufen, sofern einer verfügbar ist.
Als Belohnung für das Erreichen von mindestens 100 Contract Points wird dem Spieler eine dekorierte Waffe oder eine Kiste verliehen.
Eine Neuerung des Jungle Inferno-Updates ist das Auswählen verschiedener Aufträge und das Einlösen einer virtuellen Währung, welches dem Spieler mehr Freiheiten bieten soll. Des Weiteren wurden Bonuspunkte durch Bonusziele ersetzt.

### Events
- Gun Mettle (2. Juli 2015[37] – 30. September 2015[38])
- Scream Fortress VII (28. Oktober 2015[39] – 12. November 2015[40])
- Tough Break (17. Dezember 2015 – 11. April 2016)[41]
- Scream Fortress VIII (21. Oktober 2016 – 16. November 2016)[42]
- Jungle Inferno (20. Oktober 2017[43] – 14. Februar 2018†[44])
- Scream Fortress IX (26. Oktober 2017 – 8. November 2017)[45]
- Scream Fortress X (19. Oktober 2018 – 14. November 2018)[46]

† Aufträge sind noch aktiv; reduzierter Auftrags-Pass ersetzt Kampagnen-Pass

### Matchmaking
Ursprünglich wurde Quickplay, ein System, welches schnelles Beitreten eines Spielservers ermöglicht hatte, verwendet, um gegen andere Benutzer im PvP anzutreten. Seit der Veröffentlichung des Meet Your Match-Updates wurde diese Option durch Gelegenheitsspiel und den Wettkampfmodus ersetzt.
Der Gelegenheitsmodus ist für 12 gegen 12-Spieler Runden gedacht und ist ähnlich aufgebaut wie andere öffentliche Spiele. Jedoch gibt es Level, XP (nur kosmetisch), einen Countdown zu Beginn jeder Runde, neue Animationen und zufällig abspielende Rufe der Charaktere. Außerdem ist es nicht erlaubt Teams zu wechseln, sofern diese nicht unausbalanciert sind.
Der Wettkampfmodus ist deutlich limitierter. Um an diesem Modus teilnehmen zu können, müssen die Anwender ein Premium-Benutzerkonto besitzen und eine gültige Telefonnummer mit ihrem Steam-Benutzerkonto verknüpfen. Alternativ kann man sich auch einen Wettkampf-Matchmaking-Pass im Shop kaufen. Zufalls-Elemente sind hier deaktiviert. Es treten nur 12 Spieler gegeneinander an. Die Auswahl der Karten und einige Optionen sind eingeschränkt.

### Patches

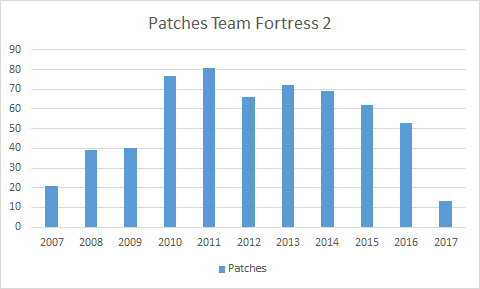
Patches Team Fortress 2 (2007 – Juni 2017), PC-Version

Ein Patch ist ein Update, das bekannte Fehler, Glitches oder Exploits aus dem Spiel entfernt und meistens neue Inhalte oder Veränderungen an Waffen, Karten oder anderen Spielelemente einführt.
Große Patches werden Updates genannt und fügen neue Waffen, Spielmodi oder Schlachtfelder dem Spiel hinzu. Meistens waren diese auf eine oder zwei bestimmte Klassen konzentriert, wobei nur Neuerungen für diese Klasse/n eingeführt wurde. Andere Updates führten Inhalte zu einem besonderen Thema oder Eventitems (z. B. Halloween) ein.
Da sowohl Windows als auch Mac OS X auf demselben Quelltext basieren, sind die Updates nicht systemsexklusiv und werden gleichzeitig veröffentlicht. Sie werden sowohl für Spieler als auch Serverbesitzer über Steam verteilt und müssen heruntergeladen und installiert werden, bevor das Spiel gestartet werden kann. Patches für die Xbox-Version sind eher selten, da Microsoft strenge Einschränkungen für das Verteilen von Updates auferlegt. Bis heute sind nur vier Patches für die Xbox-Version erschienen (der letzte im Jahr 2009), wohingegen seit 2007 mehr als 610 Patches für die PC-Version erschienen sind.

## Grafik
TF2 versucht nicht – anders als alle sonstigen Valve-Spiele auf der Source Engine – realistisch auszusehen, sondern hat ein stilisierteres, comic-haftes Aussehen, das „stark von kommerziellen Illustrationen aus den frühen 20er Jahren beeinflusst wurde.“ Die Entwicklerkommentare deuten darauf hin, dass der Grund für diese Entscheidung Schwierigkeiten waren, das Map-Design und die Charaktere realistisch zu erklären. Die Vermeidung einer betont realistischen Darstellung ermöglicht es, dieser Frage auszuweichen. Um dieses ungewöhnliche Aussehen zu erreichen, wird allerdings nicht – wie oft behauptet – Cel Shading benutzt, da es Valve zu extrem war, sondern eine Kombination aus Design-Entscheidungen (unproportionale Körper) und dem Einsatz von Phong Shading. Eingeführt wurde Phong Shading in Half-Life 2: Episode One; es wird in TF2 als Specular Lighting, also der Darstellung von Reflexionen auf Metall und (subtiler) auf der Haut, verwendet. Durch gezielt übertriebenen Einsatz dieser Technik wirken die Charaktere in TF2 wie aus Kunststoff, was durch Rim-Lighting (Konturhervorhebende Ausleuchtung) noch zusätzlich verstärkt wird. TF2 war auch das erste Spiel, das die neuen Gesichtsanimationsmöglichkeiten der Engine nutzte, welche vor dem Erscheinen in kurzen Charaktervideos von Valve demonstriert wurde.

## Gameplay
Wie in seinen Vorgängern dreht sich in TF2 alles um zwei gegnerische Mannschaften, die im Wettbewerb miteinander versuchen ein Ziel zu erfüllen. Diese beiden Mannschaften sollen zwei Baufirmen darstellen: Reliable Excavation Demolition (RED, Verlässliche Abraumzerstörung) und Builders League United (BLU, Vereinigte Bauarbeiterliga). Der Spieler kann sich eine von neun Klassen aussuchen, jede mit einzigartigen Stärken und Schwächen. Obwohl sich die Fähigkeiten von einigen Klassen seit den früheren TF-Versionen verändert haben, blieben die Grundelemente erhalten.
Die Aufgabe des Spieles hängt von der gewählten Spielart ab. In der Regel haben Kartennamen ein Präfix, der Auskunft über den Modus gibt:

### Offizielle Spielmodi

#### Capture the Flag
In Capture-the-Flag-Karten (Präfix: ctf_) ist die Aufgabe der beiden Teams, sich gegenseitig Aktenkoffer mit Geheiminformationen aus den jeweiligen Basen zu stehlen und in die eigenen zu bringen, während der Versuch des gegnerischen Teams, das Gleiche zu tun, verhindert wird.

#### King of the Hill
Im King of the Hill (Präfix: koth_) Modus geht es darum, dass es einen einzigen Kontrollpunkt gibt, der von Team BLU oder RED erobert wird. Hat ein Team den Kontrollpunkt erobert, läuft der Zähler des Teams, der den Kontrollpunkt besetzt hat ab. Der andere Zähler steht in dieser Zeit still. Jede der beiden Fraktionen hat einen eigenen Zähler, der mittig am oberen Rand angezeigt wird. I. d. R. muss ein Team den Kontrollpunkt insgesamt drei Minuten lang erobert haben um das Spiel zu gewinnen.

#### Kontrollpunkt-Modus
Der Kontrollpunkt-Modus (Englisch: Control Points) (Präfix: cp_) variiert in den Aufgabenstellungen, doch haben sie alle gemein, dass jeweils ein bestimmter Punkt auf der Karte erobert werden muss. Auf einigen Karten müssen beide Teams alle Punkte erobern. Eine zweite Variante (mit der Karte Hydro eingeführt) basiert auf Territorien: Jedes Team muss versuchen jeweils den einzigen aktiven Punkt des anderen Teams zu erobern, um den Abschnitt der Map zu gewinnen. Sobald alle Abschnitte von einem Team gewonnen wurden, kann man die gegnerische Basis direkt angreifen.

#### Angriff und Verteidigung
Ein weiterer Spielmodus, der auf Kontrollpunkten basiert (deswegen gleicher Map Präfix: cp_), ist Angriff/Verteidigung (Englisch: Attack/Defense). Dabei kontrolliert Team RED alle Kontrollpunkte. Team BLU muss nun versuchen, in einer bestimmten Zeit, die Kontrollpunkte zu erobern. Wenn ein Kontrollpunkt erobert wurde, wird Bonuszeit hinzugefügt. Läuft die Zeit ab, bevor das Angreiferteam alle Kontrollpunkte erobert hat, gewinnt das Verteidigerteam. Normalerweise gibt es eine Vorbereitungszeit, die ca. eine Minute umfasst, diese sorgt dafür, dass RED genug Zeit hat, um die Verteidigung aufzubauen.

#### Frachtbeförderung
Auf „Frachtbeförderungs“-Maps (Englisch: Payload) (Präfix: pl_) muss das blaue Team innerhalb einer vorgegebenen Zeit einen Wagen voller Sprengstoff durch eine Reihe von Checkpoints in die Basis des roten Teams eskortieren. Die Angreifer können den Wagen bewegen oder „schieben“, indem sie daneben stehen, wobei der Wagen sich schneller bewegt, je mehr Angreifer in der Nähe stehen. Steht jedoch mindestens ein Verteidiger in der Nähe des Wagens, so bewegt er sich nicht weiter. Wenn 30 Sekunden lang kein Angreifer in die Nähe des Wagens kommt, fängt er an, sich langsam rückwärts zu bewegen, bis er einen Checkpoint erreicht oder von einem Angreifer berührt wird. Auf manchen steilen Abhängen rollt der Wagen jedoch sofort rückwärts, sobald er nicht vom Angreiferteam geschoben wird.

#### Frachtrennen
Anders als bei Frachtbeförderungskarten haben beim Frachtrennen (Englisch: Payload Race) (Präfix: plr_) sowohl RED als auch BLU einen Bombenwagen, und es gibt keine Angreifer- oder Verteidigerrolle. Um zu gewinnen, muss jedes Team ihren Wagen durch das feindliche Gebiet eskortieren und dabei verhindern, dass der Gegner selbiges tut. Wie bei der Frachtbeförderung wird der Wagen angeschoben, wenn Teammitglieder in dessen Nähe stehen, wobei sie Anzahl der Spieler die Geschwindigkeit beeinflusst und Gegner bei Berührung den Wagen stoppen können. Ebenfalls anders als bei der Frachtbeförderung bewegen sich die Wagen nicht rückwärts und es gibt kein Zeitlimit; das Spiel endet erst, wenn ein Team ihren Wagen ins Ziel eskortiert hat.

#### Sonderzustellung
Sonderzustellung (Englisch: Special Delivery) (Präfix: sd_) ist ein Spielmodus, der im Pyromania Update hinzugefügt wurde. Das Ziel beider Teams ist es, den neutralen Aktenkoffer zu einem bestimmten Bereich der Karte zu bringen, während das gegnerische Team davon abgehalten werden muss. Es ist quasi eine Kombination aus Flagge erobern und Frachtbeförderung. Das Geheimmaterial von 'Flagge erobern' wird hier durch eine Ladung Australium ersetzt, die beide Teams 45 Sekunden nach Rundenbeginn aufnehmen können. Wird das Australium aufgenommen, geht es in den Besitz des Teams über; wird der Träger getötet, fällt es zu Boden und kann nur vom gleichen Team wieder aufgenommen werden. Wird das Material für 45 Sekunden vom gegnerischen Team verteidigt, kehrt es zur Aufnahmezone zurück und wird neutral, sodass beide Teams es wieder aufnehmen können.

#### Arena
Arena (Präfix: arena_) ist ein Spielmodus der mit dem Heavy Update hinzugefügt wurde, und in der Team RED und BLU gegeneinander bis zum endgültigen Tode kämpfen. Das Ziel ist es für beide Teams, alle Spieler des gegnerischen Teams zu töten, da man nicht erneut spawnen kann. Wenn beide Teams eine Minute überlebt haben, wird der Kontrollpunkt freigegeben, und das Team kann durch das Einnehmen des Punktes gewinnen.
Punkte erhält der Spieler für das Töten von Mitgliedern des gegnerischen Teams, für die Beihilfe dazu (heilende Medics und vorherige Treffer) und das Erobern bzw. Verteidigen von Zielen. Außerdem gibt es noch einige klassenspezifische Möglichkeiten Punkte zu erzielen. So erhält der Medic z. B. für das Heilen von je 600 Lebenspunkten einen Punkt genauso wie der Engineer, wenn sein Dispenser 600 Lebenspunkte heilt. Der Pyro kann Punkte dadurch erzielen, dass er brennende Teamkameraden heilt. Der Heavy durch das Bereitstellen seines Sandwiches für einen anderen Spieler. Anders als in vielen anderen Ego-Shootern wird jedoch das eigene Sterben nicht durch Punktabzug bestraft. Ausgeglichen wird das dadurch, dass bis zum Wiedereinstieg eine gewisse Zeit (<30 Sekunden) gewartet werden muss. Die Länge des Aussetzens hängt teilweise von den Leistungen des eigenen Teams ab und variiert in den verschiedenen Kartentypen.
TF2 war das erste Valve-Spiel, das detaillierte Spielerstatistiken beinhaltete. Diese Statistiken beinhalten die Zeit, die jeweils eine bestimmte Klasse spielend verbracht wurde, die dazugehörige durchschnittliche Punktzahl und die höchste Zahl an Eroberungen in einer Runde. Dauerhafte Statistiken zeigen dem Spieler jeweils seine Verbesserungen im Vergleich zu früheren Spielen, zum Beispiel wenn ein Spieler sich seinem bisherigen Rekord im Schadenausteilen genähert hat.
Eine weitere Besonderheit sind „Kritische Treffer“ (sogenannte Criticals oder kurz Crits). Bei jedem abgegebenen Schuss wird stochastisch berechnet, ob ein kritischer Schuss abgegeben wird oder nicht. Das Abfeuern von Criticals zeigt sich durch leuchtende Schüsse, einen anderen Waffensound und bei erfolgreichen Treffer durch einen entsprechenden Hinweis über dem Kopf des Getroffenen. Diese Criticals erzeugen einen sehr viel höheren Schaden als normale Treffer, jedoch ist die Wahrscheinlichkeit, dass ein Critical ausgelöst wird sehr gering. Die Wahrscheinlichkeit Criticals zu bekommen lässt sich durch das Zufügen von Schaden erhöhen. Es gibt zudem auch verschiedene Waffen, welche unter ganz bestimmten Bedingungen in jedem Fall kritische Treffer erzielen, ansonsten aber keine zufälligen Criticals. Beispiele für solche Waffen sind die Primärwaffen des Snipers, welche immer und nur bei Kopfschüssen kritische Treffer landen, die Nahkampfwaffen des Spys, welche nur beim Rückenstich einen kritischen Treffer erzielen (der einen Gegner aber in jedem Fall sofort ausschaltet), der Rückenschmorer des Pyros, welcher nur bei Angriffen von hinten immer kritische Treffer austeilt, und die Selbstjustiz des Engineers, welche für jeden Kill, den der Engineer mit seiner Sentry-Gun erzielt, einen kritischen Schuss gutgeschrieben bekommt und diese Schüsse „einlösen“ kann, sobald die Sentry von einem Feind zerstört wurde.
TF2 weist auch eine große Anzahl an Achievements für die Erfüllung bestimmter Aufgaben auf. Auf der Xbox 360 werden die Achievements über Xbox Live realisiert.

### Inoffizielle Spielmodi
Auf sogenannten Community Servern, also nicht von Valve gehosteten Spielen, kann man eine Vielzahl inoffizieller Modi erleben.

#### Randomizer
Im „Randomizer“-Modus (dt. Zufallsgenerator) starten die Spieler in jedem Leben mit einer zufälligen Klasse und zufälligen Waffen. Dieser Modus kann für jeden beliebigen Spielmodus aktiviert werden.

#### X10
Im x10-Modus (auch „times ten“ (dt. „mal zehn“) genannt) werden die Werte der Eigenschaften aller Waffen mal zehn gerechnet. Dieser Modus kann für jeden beliebigen Spielmodus aktiviert werden. Neben x10 gibt es noch die Arten x100 und x1000, welche dieselben Modi mit nur geändertem Faktor sind.

### Sonstige Modi

#### Highlander
Beim Highlandermodus, der für alle Spielmodi zugeschaltet werden kann, wird die Anzahl der Spieler pro Team auf neun beschränkt und jede Klasse kann nur von einem Spieler gespielt werden. Er kann durch den Befehl mp_highlander 1 in der Konsole aktiviert werden.
Die Idee hinter dem Highlandermodus existierte bereits vor der offiziellen Implementierung und als Servermodifikation. Die offizielle Einbindung geschah mit dem Patch vom 3. Februar 2010.

#### Liga Modus
Der Liga Modus ist ein Spielmodus, der mit dem Patch vom 28. Februar 2008 Patch hinzugefügt wird. Der Liga Modus erlaubt es Spielern, die grundlegenden Einstellungen für ein kompetitives Match einzustellen. Ähnlich dem Mittelalter- und dem Highlandermodus, kann der Liga Modus auf alle existierenden Spielmodi angewandt werden.

### Klassen
Die neun spielbaren Klassen stammen alle aus dem ursprünglichen TF. Bei der Klassenstruktur wurde vor allem auf Balance Wert gelegt. Einige Klassen sind besonders auf Zusammenarbeit mit bestimmten anderen Klassen ausgelegt, wie zum Beispiel der Heavy mit dem Medic, wobei verschiedene Strategien basierend auf verschiedenen Zusammenstellungen von Klassen möglich sind. Um neuen Spielern den Einstieg zu erleichtern, sind die Klassen in drei Kategorien eingeteilt: Offensiv, Defensiv und Unterstützend. Dabei kann allerdings jede Klasse (mit Abstrichen) in jeder Rolle gespielt werden. Handgranaten – ein kontroverses Charakteristikum früherer TF-Versionen – wurden aus dem Spiel entfernt, um die verschiedenen Klassenfähigkeiten hervorzuheben und Balance-Probleme zu vermeiden.
Charaktere reagieren auf ihre Umgebung, zum Beispiel wenn sie in Flammen stehen oder zu Beginn jeder Runde, dynamisch mit Ausrufen. Jede Klasse besitzt eigene Spott-Sprüche, Hilfe-Appelle und sowohl Beglückwünschungs- als auch Herabwürdigungs-Botschaften (sogenannte „Taunts“), die im Verlauf des Spieles eingesetzt werden können. Die verschiedenen Charaktere sprechen mit einem bestimmten Akzent, der ihre Herkunft verrät. Eine Ausnahme bildet hier der Pyro, welcher aufgrund seiner Gasmaske nur unverständliche Laute von sich geben kann.
Scout
Der Scout (deutsch: Späher) ist die am schnellsten laufende Klasse im Spiel und er kann doppelspringen, wobei er allerdings nur sehr wenig Schaden aushält. Dargestellt wird er als ein junger Mann mit Turnschuhen, Baseballcap, einem dünnen Headset, Erkennungsmarke und einer Kuriertasche über einem T-Shirt in der jeweiligen Teamfarbe. Scouts sind mit einer abgesägten doppelläufigen Schrotflinte, einer Pistole und einem Baseballschläger aus Aluminium bewaffnet. Sie sind als einzige Klasse fähig Doppelsprünge zu machen, außerdem können sie Kontrollpunkte doppelt so schnell wie die anderen Klassen erobern; seit dem First Community Contribution Update können der Soldier und der Demoman dies mit dem Pain Train auch. Mit dem Scout-Update bekam der Scout neue Waffen. So gibt es nun eine neue Schrotflinte mit anderen Eigenschaften (Force-A-Nature), einen neuen Baseballschläger (Sandmann), mit dem man Schlagbälle auf Gegner feuern kann, die diese verlangsamen und ein Getränk (BONK!), das die Pistole ersetzt und bei Verzehr den Scout für kurze Zeit unverwundbar, aber handlungsunfähig macht.
Aus den Comics weiß man, dass der Scout Jeremy heißt, und das der Spy in Wirklichkeit sein Vater ist.
Herkunft: Boston, Massachusetts, USA
Soldier
Der Soldier (deutsch: Soldat) ist eine langsame Klasse, die vor allem dank ihrer Feuerkraft als Speerspitze einer Offensive benutzt wird. Soldaten können viel Schaden vertragen und haben die Möglichkeit, mit Hilfe von Rocket Jumps höher gelegene Plattformen zu erreichen. Sie tragen eine Zweiter-Weltkriegs-Army-Uniform in der jeweiligen Teamfarbe und benutzen einen Raketenwerfer, eine Schrotflinte und einen Klappspaten als Waffen. Nach Erscheinung des „War-Updates“ erhielt der Soldier sowohl drei neue Waffen als auch spezielle Stiefel, um weniger Schaden durch Rocket Jumps zu erhalten. Die primäre Waffe wandelt den Raketenwerfer in eine Präzisionswaffe mit höherer Schussgeschwindigkeit um, verzichtet dafür auf Streuschaden. Statt der Schrotflinte erhält er eine Trompete und das „Buff-Banner“, welches den Teamkameraden für kurze Zeit stärkere Treffer ermöglicht. Der „Equalizer“ ist eine Spitzhacke und ersetzt den Klappspaten. Je weniger Gesundheit der Soldier noch hat, desto größer sein Schaden durch die Nahkampfwaffe.
Herkunft: Mittlerer Westen, USA
Pyro
Der Pyro (deutsch: Feuerwerker) ist ein in einer Scheinwelt, mit Namen Pyroland, lebender Psychopath. Feuer ist seine große Leidenschaft und er liebt es Dinge anzuzünden. Der Pyro ist eine Offensiv-Klasse mit mittlerer Schadensverträglichkeit, ausgestattet mit einem Kurzstrecken-Flammenwerfer, einer Schrotflinte und einer Feuerwehraxt. Er trägt einen Feuerschutzanzug in der Team-Farbe und eine Gasmaske. Der Flammenwerfer des Feuerwerkers ist eine der stärksten Kurzstreckenwaffen im Spiel und vor allem für Hinterhalte geeignet. Oftmals reicht es, einen gegnerischen Spieler einmal zu treffen und sich dann zurückzuziehen, da dieser danach für einige Zeit in Flammen steht (davon ausgenommen sind Pyros des Gegnerteams, da der Feuerschutzanzug den Pyro vor Brandschaden schützt). Zusätzlich eignet sich der Flammenwerfer perfekt, um feindliche Spione zu enttarnen, da diese im Gegensatz zu den eigenen Teamkameraden, anfangen zu brennen. Mit dem Pyro-Update bekam der Flammenwerfer des Feuerwerkers einen alternativen Feuermodus, bei dem er komprimierte Luft verschießen kann, um beispielsweise Gegner und Angriffe zurückzustoßen, und drei weitere alternative, freischaltbare Waffen: die Flaregun (Leuchtpistole) als Schrotflintenersatz zum Anzünden von Gegnern über größere Distanzen, den Backburner mit kritischen Rückentreffern und den Axtinguisher, eine Axtmodifikation, die bei brennenden Gegnern kritische Treffer landet, ansonsten aber nur halben Schaden verursacht.
Herkunft: unbekannt
Demoman
Der Demoman (deutsch: Bombenleger) ist eine Defensiv-Klasse mit durchschnittlichen Lebenspunkten. Er trägt eine Beanie, eine Augenklappe und eine Munitionsräumdienst-Weste über einem Hemd in der jeweiligen Teamfarbe. Bewaffnet ist er mit einem Granatwerfer, einem ferngesteuerten Klebegranaten-Werfer, mit welchem er sich ähnlich wie der Soldat in die Höhe katapultieren kann, und einer Scrumpy-Flasche. Bombenleger werden für indirekten Feindbeschuss und das Setzen von Fallen verwendet. Auch der Demoman erhielt durch das „War-Update“ drei neue Waffen. So tauscht er die Flasche gegen ein Breitschwert, um Gegner zu köpfen und so größere Kräfte zu erhalten – s. dazu auch den Film Highlander – Es kann nur einen geben. Die sekundäre Waffe wird wahlweise zu einem Schild zum Sprinten oder einem verbesserten Klebegranaten-Werfer, dessen Munition gruppenweise explodieren kann. Demomen, die mit Schild und Schwert ausgerüstet sind, werden auch Demoknights genannt.
Herkunft: Ullapool, Schottland, Vereinigtes Königreich
Heavy
Der Heavy (Heavy Weapons Guy; deutsch: Schwerer Infanterist) ist die widerstandsfähigste, aber auch langsamste Klasse im Spiel. Er trägt eine Kevlarweste und einen Patronengurt über einem teamfarbenen Shirt. Mit seiner Minigun („Sasha“), Schrotflinte und den Fäusten bewaffnet, kann er sowohl als Offensiv-Kraft dienen, als auch mit Sperrfeuer die Defensive unterstützen. In der Woche nach dem 18. August 2008 wurde für den schweren Infanteristen ein Update mit neuen Waffen veröffentlicht. Er erhält eine neue Minigun mit Namen „Natascha“, die weniger Schaden anrichtet, dafür aber Feinde bei Beschuss verlangsamt. Als Schrotflintenersatz bekommt er ein Sandwich, welches ihm unabhängig von Medics und Healthpacks Selbstheilung ermöglicht. Als Ersatz für die Fäuste bekommt er Boxhandschuhe (K.G.B [Killing Gloves of Boxing]), die ihm 5 Sekunden lang 100 % kritische Treffer garantieren, falls er jemanden mit ihnen tötet. Im Gegenzug wurde die Schlagfrequenz reduziert.
Herkunft: Dzhugdzhur Mountains, Khabarovsk Krai, USSR
Engineer
Der Engineer (deutsch: Techniker) ist eine defensive Klasse mit niedriger Schadenstoleranz. Er trägt einen Bauhelm, eine Schweißerbrille und einen teamfarbenen Overall. Techniker haben die Möglichkeit verschiedene Apparaturen zu errichten: Eine aufrüstbare Selbstschussanlage für die Verteidigung strategisch wichtiger Punkte, einen Munitionsspender, um Teammitglieder mit Lebenspunkten und Verbrauchsgütern zu versorgen und Teleporter für größere Mobilität. Techniker sind mit einer Schrotflinte, einer Pistole und einem Schraubenschlüssel für Reparaturen an seinen Geräten und den Nahkampf bewaffnet. Außerhalb der regulären Klassenupdates bekam der Techniker eine Verbesserung seiner Apparaturen. So können nun auch der Munitionsspender und der Teleporter genauso wie zuvor die Selbstschussanlage für eine bessere Effektivität aufgewertet werden.
In den Comics erfährt man, dass der Engineer mit vollem Namen Dell Conagher heißt und er der Sohn des Engineers aus Team Fortress Classic ist.
Herkunft: Bee Cave, Texas, USA
Medic
Medics (deutsch: Sanitäter) haben die Aufgabe, andere Spieler am Leben zu erhalten. Sie verfügen über einen Arztkittel und Handschuhe in Teamfarben. Bewaffnet sind Sanitäter mit einem Heilungsstrahler, einem Spritzen verschießenden Flechet-Werfer und einer Knochensäge. Mithilfe des Heilungsstrahlers kann ein Sanitäter die Lebenspunkte seiner Teamkollegen auf 150 % buffen und kann – nachdem der Strahler voll aufgeladen worden ist – sich selbst und einen weiteren Spieler für 8 Sekunden unverwundbar machen. Sanitäter regenerieren ihre Lebenspunkte langsam von selbst. Mit dem Goldrush-Update bekam der Sanitäter alternative Modifikationen für die Waffen. Der neue Flechet-Werfer Blutsauger heilt nun den Medic bei Treffer um je 3 Gesundheitspunkte, jedoch wird die automatische Regeneration der eigenen Lebenspunkte reduziert. Der neue Heilstrahler Kritzkrieg garantiert dem Ziel bei voll aufgeladenem Strahl für 8 Sekunden 100 % Chance auf einen kritischen Treffer. Außerdem wird eine Überladung 25 % schneller erreicht. Die neue Knochensäge Ubersaw füllt die Leiste, die zur Überladung des Heilstrahlers nötig ist, um ein Viertel, wenn man einen Gegner damit trifft. Im Gegenzug ist die Schlagkadenz reduziert.
Herkunft: Stuttgart, Deutschland
Sniper
Sniper (deutsch: Scharfschütze) sind eine Unterstützungsklasse mit wenig Lebenspunkten. Sie tragen einen Slouch-Hut (vergleichbar einem Südwester) der traditionellen australischen Militäruniform, ein Shirt in Teamfarben und darüber eine graue Weste. Scharfschützen sind mit einem Präzisionsgewehr, einer Maschinenpistole und einem Kukri bewaffnet. Mit ersterem können sie als einzige Klasse Kopfschüsse platzieren; seit dem Sniper vs. Spy Update kann der Spy das mit dem Ambassador auch. Seit diesem Update hat auch der Sniper neue Waffen: Der Bogen, Jarate und der Razorback. Letzterer ist ein Schild, der einen Messerstich eines Spys in den Rücken verhindert, der Schild ist dann jedoch nicht mehr zu gebrauchen. Jarate, ein Einmachglas voll Urin, das man werfen kann, verstärkt den Schaden eines Schusses um 33 %, macht aber auch Spys sichtbar und man kann damit brennende Teamkollegen als auch sich selbst löschen.
Herkunft: Neuseeland
Spy
Der Spy (deutsch: Spion) trägt einen Nadelstreifenanzug und eine Sturmhaube in der jeweiligen Teamfarbe und raucht eine allgegenwärtige Zigarette. Er hält nur wenig Schaden aus, kann sich aber als Mitglied des gegnerischen Teams verkleiden. Er ist mit einem Revolver, einem Balisong, einem Zapper zum Lahmlegen gegnerischer Apparaturen, einem Verkleidungsset zum Tarnen als beliebige feindliche Klasse und einer wiederaufladbaren Tarnkappe ausgestattet. Spione haben die Möglichkeit, gegnerische Teammitglieder von hinten mit einem einzigen Stich ihres Messers zu töten. Seit dem Sniper vs. Spy Update hat der Spy zwei neue Uhren und einen neuen Revolver. Die eine der zwei neuen Uhren ist im unsichtbaren Zustand bewegungsempfindlich, verbraucht daher mehr Energie während der Bewegung, erholt sich aber im Stand, auch wenn man unsichtbar ist. Die andere Uhr täuscht den Tod vor, d. h. wenn jemand einen Spy angreift, fällt er zu Boden als wenn er gestorben wäre, wird aber unsichtbar und kann fliehen. Ambassador ist der Name des neuen, schön verzierten Revolvers. Er ist besonders bei Kopfschüssen effektiv.
Herkunft: Frankreich

#### Synchronisation
| Rolle    | englischer Sprecher | deutscher Sprecher  |
| -------- | ------------------- | ------------------- |
| Scout    | Nathan Vetterlein   | Stefan Günther      |
| Soldier  | Rick May            | Crock Krumbiegel    |
| Pyro     | Dennis Bateman      | Originalton         |
| Demoman  | Gary Schwartz       | Stefan Günther      |
| Heavy    | Gary Schwartz       | Christian Jungwirth |
| Engineer | Grant Goodeve       | Dieter Memel        |
| Medic    | Robin Atkin Downes  | Dieter Memel        |
| Sniper   | John Patrick Lowrie | Jo Vossenkuhl       |
| Spy      | Dennis Bateman      | Christoph Jablonka  |

### Freischaltbare Waffen (Unlockables)
Für jede der neun Klassen sollen neue freischaltbare Waffen durch „Content-Updates“ (englisch für „Inhaltsaktualisierungen“) nachgeliefert werden. Diese „Unlockables“ sollten in größeren, unregelmäßigen Abständen zusammen mit anderen erweiternden Inhalten (Karten, Spielmodi) erscheinen. Inzwischen sind die Content-Updates für alle Klassen verfügbar.
Die freischaltbaren Waffen erlauben es dem Spieler, die neun verschiedenen Klassen auf mehr oder weniger andere Arten zu spielen. Sie geben gleichzeitig Vorteile und Nachteile. Ein Beispiel wäre der Verschwörer-Kunai, ein freischaltbares Messer des Spys. Durch dieses hat der Spieler anfangs weniger Leben, bekommt aber das Leben der durch das Messers getöteten Gegner als Heilung/Überheilung. So kann man mehr Leben als das normale Startleben des Spys erhalten, man hat jedoch die Gefahr aufgrund des niedrigeren Lebens früher zu sterben, eine Risiko und Belohnung Mechanik.
Zunächst wurden die neuen Waffen nur durch eine bestimmte Anzahl von erworbenen Errungenschaften freigeschaltet. Später wurde die Vergabe durch ein zufälliges Auffinden ersetzt. Auf diese erst kurzfristig bekanntgewordene Methode reagierten Spieler mit Empörung. Aufgrund des Zufallsprinzips bekamen manche Spieler bereits nach wenigen Stunden neue Waffen, während andere womöglich Tage darauf warten mussten. Nach wenigen Wochen entschied sich Valve, auch das alte System wieder einzuführen, sodass Waffen sowohl über Errungenschaften als auch über Zufallsfunde erworben werden können.
Mit einem Update am 17. Dezember 2009 wurde das Spiel um die Funktion des „Craften“ (englisch für „herstellen“) erweitert. Den Spielern ist es seitdem möglich, aus bereits erhaltenen bzw. gefundenen Gegenstände Andere herzustellen. Seit dem 29. September 2010 ist auch ein neues Waffenupdate erhältlich inklusive eines Shops (Mann.Co Shop) in dem man Waffen für echtes Geld erwerben kann. Es gibt die Möglichkeit jetzt mit freischaltbaren wie käuflich erwerbbaren Farben seine Hüte einzufärben oder mit eigenem Namen zu etikettieren. Des Weiteren ist es möglich, die meisten zusätzlichen Gegenstände mit anderen Spielern im aktuellen Spiel zu handeln. Waffen, die bereits zuvor gesammelt wurden, erhielten den Zusatz „Klassisch“ und werden seitdem in blauer Schrift dargestellt.
Zusätzlich wurden mit dem „Sniper-vs.-Spy“-Update Hüte für alle neun Klassen eingeführt. Die nachträglich eingeführten Hüte besitzen keinerlei Einfluss auf die Attribute des Spielers oder deren Waffen. Sie können ebenso durch das Zufallsprinzip, wie auch durch „herstellen“ erlangt werden. Es zeigte sich ein hohes Interesse an allen neuen Gegenständen, sodass zu Beginn Spieler permanent auf Team-Fortress-2-Servern beitraten, aber nicht aktiv am Spiel teilnahmen – dem sogenannten Idlen – um einen Hut oder eine neue Waffe zu erlangen. Es gab sogar ein spezielles Programm, welches das Idlen auf einem Server übernahm und der Spieler das Spiel nicht selbst starten mussten. Dieses wurde von Valve nicht geduldet. Den Nutzern des Programms wurden mit dem „Classless Update“ alle Waffen und Hüte, die sie durch das Programm erhalten hatten, entzogen. Spieler, die das Programm nicht verwendet hatten, wurden mit einem speziellen Hut – in Form eines Heiligenscheins – belohnt. Dieser kann nicht getauscht, gekauft, hergestellt oder nachträglich erworben werden.

### Karten
Das veröffentlichte Spiel enthielt ursprünglich sechs von Valve erstellte Karten. Alle offiziellen Karten weisen eine gewisse Verrückter-Wissenschaftler-Mentalität auf, in der geheime Basen in industriellen Komplexen versteckt sind und übertriebene Superwaffen – wie zum Beispiel Laserkanonen und Raketenstartplätze – oder geheime Dokumente die Rolle von Missionszielen einnehmen.
Valve plant 2008 weitere Karten mit neuen Spielmodi zu veröffentlichen. Diesem Versprechen folgend wurden bereits drei weitere offizielle Karten veröffentlicht, von denen eine lediglich einen alternativen Spielmodus für eine bereits zuvor existierende Karte bereitstellt. Valve geht außerdem dazu über, neben eigenen Karten auch Karten aus der TF2-Community mit zu veröffentlichen, die sich als besonders innovativ herausstellen, oder sich als gute Umsetzung der bereits vorhandenen Spielmodi herausgestellt haben.
Wenn ein Spieler eine offizielle Karte das erste Mal betritt, weist ein Einführungsvideo diesen in die jeweiligen Aufgaben und die Umgebung ein. Auf dem PC ist das Spielerlimit pro Karte 24, kann aber auf maximal 32 erhöht werden. Für Xbox 360 und PlayStation 3 sind es maximal 16 Spieler.

## Mann vs. Machine
Mit dem gleichnamigen Update am 15. August 2012 erschien der neue Koop-Modus „Mann vs. Machine“. In diesem kämpfen die Spieler nicht mehr in den Teams RED und BLU gegeneinander, sondern haben die Aufgabe, ihre Basis gemeinsam gegen Heerscharen an Robotern, welche den Klassen nachempfunden sind, zu verteidigen, wobei maximal sechs Spieler in einem Verteidigerteam sein können. Es gibt Missionen in vier Schwierigkeitsstufen (Normal, Mittel, Fortgeschritten und Experte), später kam dann noch mit dem Halloween-Event 2012 Spectral Halloween Special eine Mission mit dem Schwierigkeitsgrad „Alptraum“ hinzu. In jeder Mission gibt es mehrere Wellen an Robotern, welche es zu besiegen gilt, wobei vor jeder Welle am oberen Bildschirmrand gezeigt wird, wie viele Roboter welcher Klassen in dieser Welle zu besiegen sind. Hierbei gibt es einen Unterschied zwischen Primär- und Support-Robotern, während erstere pro Welle eine bestimmte Anzahl haben, spawnen letztere zusätzlich und wiederkehrend, ohne dass ihre Zerstörung Einfluss auf den Fortschritt der Spieler bei der Bekämpfung der Welle nimmt. Die Support-Bots werden auch bei jedem Erscheinen angekündigt, im Falle von Spys wird nach jedem zerstörten Roboter dieser Klasse bekanntgegeben, wie viele Spys noch übrig sind.
Einer der Roboter trägt dabei eine Bombe, welche immer weiter bis zur Basis des Verteidigerteams transportiert wird. Wird der Bombenträger zerstört, kann ein anderer Roboter die Bombe aufnehmen, in jedem Fall aber läuft der Bombenträger nur halb so schnell wie sonst. Es gilt, zu verhindern, dass die Bombe ihr Ziel erreicht und gezündet wird, indem der Bombenträger zerstört und eine weitere Aufnahme möglichst vermieden wird. Durch den Rückstoß von bestimmten Waffen lässt sich der Bombenträger auf den meisten Karten auch in einen Schacht stoßen, in diesem Fall kehrt die Bombe zurück zum Spawnpunkt der Roboter. Auf der Karte Mannhatten kehrt die Bombe automatisch zum Spawnpunkt zurück wenn sie für 60 Sekunden von keinem Roboter berührt wird.
Die Roboter basieren allesamt auf den Klassen im Spiel, viele von ihnen tragen allerdings nur ganz bestimmte Waffen und erfüllen damit auch besondere Funktionen, dazu zählen zum Beispiel die Minor League Scouts, welche kontinuierlich Basebälle auf die Spieler schießen, um diese vorübergehend zu lähmen, die Flare Pyros, welche mit ihren Signalpistolen die Spieler auf Distanz anzünden sollen, oder die Demoknights, welche die Spieler nicht mit dem primären Granatwerfer, sondern mit Schwertern angreifen. Es gibt auch Riesenroboter, welche deutlich stärker sind als ihre „normalen“ Gegenstücke, aber auch nur halb so schnell wie diese, und zudem oft von Medics begleitet werden, die mit ihren Überladungen den Angriff auf die Riesenbots zusätzlich erschweren. Als Support-Roboter tauchen insbesondere Sniper auf, welche beim Spieler auf Distanz großen Schaden bis hin zu Kopfschüssen austeilen können, jedoch durch ihren Zielsuchlaser ihre Position leicht verraten, sowie die Spys – diese tauchen mittels ihrer Tarnkappe an beliebigen Orten auf der Karte auf, können sich als Spieler verkleiden, die Spieler mit Rückenstichen töten und die Gebäude des Engineers lahmlegen und zerstören. Auch Engineer-Roboter können als Support vorkommen, diese erleichtern mit ihrem Teleporter den Robotern das Vordringen und verteidigen den Teleporter und sich selbst mit ihrer Sentry-Gun. Eine weitere gravierende Bedrohung stellen die Sentry-Buster dar, sie gehören weder zu den Primärtruppen noch zum festgelegten Support, sondern tauchen immer dann auf, wenn eine von einem Spieler errichtete Sentry-Gun eine bestimmte Menge an Schaden anrichtet. Diese Roboter bewegen sich zielgerichtet auf diese Sentry zu und sprengen sich anschließend selbst, wobei im Explosionsradius sämtliche Gebäude zerstört und sämtliche Spieler getötet werden. Neben den Robotern gibt es zudem in verschiedenen Wellen auch einen oder mehrere Panzer, welche unabhängig von der Hauptbombe eine eigene Bombe transportieren und ebenfalls schwer zu zerstören sind. Panzer greifen keine Spieler an, können diese allerdings an bestimmten Stellen im Vorbeifahren einklemmen und somit töten. Auf der Karte Mannhatten gibt es anstelle von Panzern die Gate Bots, die man an ihren gelb leuchtenden Hüten bzw. Helmen erkennen kann. Anstelle die Bombe zur Basis der Verteidiger zu bringen versuchen diese Roboter die beiden Kontrollpunkte auf der Karte, die Gates, einzunehmen, wodurch die Verteidiger zurückgedrängt werden und sich die Anzahl der gleichzeitig auf der Karte befindlichen Bomben um eine pro eingenommener Kontrollpunkt erhöht.
Sämtliche Roboter lassen, wenn sie zerstört werden, Credits fallen. Diese können von den Spielern aufgesammelt und zwischen den Wellen benutzt werden, um für ihre Charaktere und deren Waffen verschiedene Upgrades nach Wahl zu kaufen, um die Chancen im Kampf zu verbessern. Ferner gibt es auch Feldflaschen, welche dazu benutzt werden können, um jederzeit bei Bedarf eine Überladung, einen Munitionsnachschub oder einen Kritschub zu erhalten, zum Spawnpunkt teleportiert zu werden oder aber, falls man Engineer spielt, sämtliche Gebäude unverzüglich auf Level 3 zu upgraden. Eine Feldflasche kann dabei immer nur mit einer dieser Ladungen maximal dreimal befüllt werden. Scouts erhalten für das Einsammeln von Credits zusätzliche Gesundheitspunkte, beim Einsammeln aller Credits in einer Welle bekommt jeder Spieler einen Bonus von 100 Credits.
Es gibt zudem zwei verschiedene Modi, in denen die MvM-Missionen gespielt werden können: Trainingslager und Mann Up. Im Trainingslager lassen sich sämtliche Missionen beliebig auswählen und unbegrenzt sowohl auf offiziellen als auch auf Community-Servern üben, im Mann Up-Modus wird dagegen auf speziellen offiziellen Valve-Servern gespielt, hierfür ist pro Mission ein sogenanntes „Tour of Duty Ticket“ notwendig, welches gefunden, getauscht oder im Shop gekauft werden kann. Das Ticket wird dabei nur verbraucht, wenn man eine Mission abschließt. Im Mann Up-Modus sind verschiedene Missionen ab dem Schwierigkeitsgrad „Mittel“ in verschiedene „Touren“ eingeteilt. Für jede abgeschlossene Mission erhält der Spieler verschiedene Bonusgegenstände, eine vollständig abgeschlossene Tour bringt eine besonders gekennzeichnete „Botkiller“-Waffe ein, mitunter auch eine seltenere Version so einer Waffe oder – mit Ausnahme der „Operation Ölteppich“ – eine sogenannte „Australiumwaffe“, welche im Gegensatz zu den normalen Waffen in Gold umhüllt ist, einen goldenen Schimmer hinter dem Tötungssymbol trägt, und nur in Seltener Qualität existiert, was es ermöglicht, die Zahl von Eliminierungen aufzuzeichnen. Im gesamten „Mann vs. Machine“-Modus können nur Errungenschaften der Kategorie „Mann vs. Machievements“ freigeschaltet werden.